# 蕾切尔·莱文
蕾切尔·莱兰·莱文（英語：Rachel Leland Levine；1957年10月28日—），原名理查德（Richard），是一名美国政治人物，美国公共卫生服务军官团四星上将，曾任美国助理卫生部长。莱文是美国为数不多的几个公开变性的政府官员之一，也是第一个美国参议院批准上任的变性官员，同时也是美国公共卫生服务军官团第一位變性人四星上将。

## 生平
莱文来自马萨诸塞州韦克菲尔德，父母梅尔文和莉莲·莱文都是律师；有一个比她大四岁的姐姐，邦尼·莱文。莱文是犹太人，曾就读于希伯来学校，并在马萨诸塞州贝尔蒙特的贝尔蒙特山学校取得高中文凭，之后就读于哈佛大学和杜兰大学。
1988年至1993年，莱文在纽约市西奈山医院取得奖学金并且接受了儿科培训。1993年，从曼哈顿搬到宾夕法尼亚州中部后，莱文加入了宾夕法尼亚州立好时医疗中心，在任期间创建了宾夕法尼亚州好时医疗中心的青少年医学部和饮食失调诊所。2015年获州长汤姆·沃尔夫提名出任宾夕法尼亚州总医师。2017年7月，取得宾夕法尼亚州参议院同意出任宾夕法尼亚州卫生部部长。2020年至2021年1月，莱文主要负责应对宾夕法尼亚州的新冠病毒疫情。
2021年2月13日，美国总统乔·拜登正式提名莱文出任美国助理卫生部长，3月24日取得美国参议院投票通过。10月19日，莱文晋升美国公共卫生服务军官团四星上将，成为美国军警部队中第一位公开变性的四星军官，同时也是美国公共卫生服务军官团第一位女性四星上将。

## 家庭
莱文有两个孩子。2011年完成了变性手术。1988年，莱文和前妻玛莎·皮斯利·莱文（Martha Peaslee Levine）结婚，2013年离婚。

## 奖章勋章
|  |  |  |
|  |  |  |

| 公共卫生服务总统单位表彰           |                                    |                            |                                  |                                  |                                  |
| 公共卫生服务新型冠状病毒抗疫战表彰 | 公共卫生服务新型冠状病毒抗疫战表彰 | 美国公共卫生服务军官团绶带 | 美国公共卫生服务军官团绶带       | 美国公共卫生服务军官团训练绶带   | 美国公共卫生服务军官团训练绶带   |
| 美国助理卫生部长徽章               | 美国助理卫生部长徽章               | 美国助理卫生部长徽章       | 美国卫生和公共服务部长办公室徽章 | 美国卫生和公共服务部长办公室徽章 | 美国卫生和公共服务部长办公室徽章 |